# US Ben Guerdane
Union Sportive de Ben Guerdane, ook wel bekend als US Ben Guerdane, is een Tunesische voetbalclub, gevestigd in de Tunesische stad Ben Gardane. De in 1936 opgerichte club komt uit in de Nationale A en speelt zijn thuiswedstrijden in het 7 maart Stadion. De traditionele uitrusting bestaat uit een geel en zwart tenue.

## Prijzenkast
- Beker van Tunesië
  - Finalist: 2016-2017

AS Gabès · AS Soliman · Club Africain · CA Bizertin · CS Sfaxien · ES Gafsa · Espérance Tunis · Espérance Zarzis · ES Métlaoui · Étoile Sahel · JS El Omrane · Olympique Béja · Stade Tunisien · US Ben Guerdane · US Monastir · US Tataouine